# Pas sérieux s'abstenir (émission)
Pour les articles homonymes, voir Pas sérieux s'abstenir.
 (novembre 2012).
Si vous disposez d'ouvrages ou d'articles de référence ou si vous connaissez des sites web de qualité traitant du thème abordé ici, merci de compléter l'article en donnant les références utiles à sa vérifiabilité et en les liant à la section « Notes et références ».
 (décembre 2012).
 (juillet 2016).
Pas sérieux s’abstenir (chinois simplifié : 非诚勿扰 ; pinyin : fēi chéng wù rǎo) est une émission de Jiangsu TV destinée aux rencontres matrimoniales. 
Depuis le 15 janvier 2010, où elle a vu le jour, elle a connu un certain succès et reste classée parmi les trois premiers sur la liste du « classement des émissions de divertissement en Chine »[réf. nécessaire]. Le programme représente les nouvelles modes de pensée des Chinois modernes concernant l’amour et le mariage. Le modèle non conventionnel d’interaction entre les participants semble permettre au programme d’attirer de plus en plus d’audience en Chine et parmi les Chinois d’outre-mer[Interprétation personnelle ?].

## Description
L'émission met en scène 24 femmes célibataires qui décideront si un candidat masculin a une chance à l'amour. Cette « disparité » s’attaque justement aux conventions et fait la particularité de l’émission. Chaque épisode se déroule en quatre étapes : le premier tour – « coup de foudre » ; le deuxième – « connaître plus » ; le troisième – « choix des dames » et la quatrième étape est jouée par l’homme qui aura réussi toutes les trois premières épreuves pour prendre la décision finale – choisir une femme parmi celles qui lui ont donné des avis favorables lors des dernières étapes. Lors de chaque étape, il y a des vidéos de l’homme candidat, des échanges d’idées entre les dames et le candidat sur des questions personnelles. Des présentateurs guident et animent ces étapes. En plus, des sujets concernant les relations entre les deux sexes et le mariage sont discutés d’une façon qui se veut profonde, authentique et vivante[non neutre].

## Facteurs de réussite
L'émission obéis à une loi du marketing : la marque exacte et le positionnement du produit précis déterminent la réussite à 80 %[Interprétation personnelle ?][réf. nécessaire]. Ce programme se positionne lui-même comme une émission de télé-réalité sur la mode, l'amour et le mariage. Les participants masculins et féminins ont entre 20 et 30 ans. Leur présence fait que leur famille et leurs amis font attention à ce programme. Sans aucun doute, 80 % de l'audience est enfermé dans un public cible[Interprétation personnelle ?][réf. nécessaire].  Les règles de ce programme portent attention plus sur les personnalités des participants que sur le jeu lui-même. Le public préfère un véritable programme plutôt qu’un programme artificiel.

## «Je préfèrerais plutôt pleurer dans une BMW»
« Je préfèrerais plutôt pleurer dans une BMW » est une citation qui est devenue un phénomène en ligne dans la république populaire de Chine en 2010. Elle est de Ma Nuo, une candidate âgée de 20 ans. Cette phrase est une réponse à une question posée par un prétendant au chômage qui a demandé si Ma « ferait du vélo avec lui » pour un rendez-vous[réf. nécessaire]. La série d'événements a été résumée dans les médias avec la boutade « je préfèrerais plutôt pleurer dans une BMW que rire sur une bicyclette » (en mandarin: « 宁在宝马车里哭, 也不在自行车上笑 »). 
Dans des interviews après le spectacle, Ma a nié qu'elle soit une « croqueuse de diamants » – disant qu'elle « voulait juste rejeter [son prétendant] de façon créatrice »[réf. nécessaire]. Néanmoins, l'expression a fait le tour de la blogosphère chinoise et est devenue emblématique de la culture du matérialisme et du manque d'authenticité qui maintenant sont omniprésents dans la société chinoise[Interprétation personnelle ?][réf. nécessaire], particulièrement dans le processus d’obtention d’un rendez-vous et de la parade nuptiale. Le commentateur social Zhigang Chen a remarqué : « Ma Nuo parle-t-elle seulement pour elle-même ? Non, son opinion concorde avec les jeunes ; ils ont grandi dans une société qui accumule rapidement la richesse matérielle. Ils sont snobs. Ils adorent l'argent, les voitures et les maisons.» Le caractère brutal de la réponse fonctionne bien dans le format de l'émission de rendez-vous et n'est pas la première phrase controversée qui sort de Fei Cheng Wu Rao. Cette émission a été citée par certains critiques comme une fenêtre sur la « dégradation des valeurs sociales chinoises » [réf. nécessaire], et a même attiré l'attention des censeurs du gouvernement[réf. nécessaire], ce qui a finalement forcé les producteurs à reconcevoir le format de l'émission pour être plus professionnel et plus « propre » de contenus moralement douteux. Un commentaire du Global Times a dit que l'obsession de la BMW est le symbole d'une tendance nationale qui permet de mesurer le succès d'une personne uniquement par l'argent plutôt que sur des facteurs tels que les « connaissances, goût, gentillesse ou vision »[style à revoir].
L'expression a aussi fait gagner Ma en notoriété[style à revoir], dont les images se sont diffusées partout sur l'Internet. Le professeur Jinhua Zhao de l'Université de la Colombie-Britannique fait allusion aux tendances des Pékinois sur la dernière décennie, optant pour se débarrasser de leurs vélos en faveur des voitures comme mode de transport, citant la perception sociale que « les vélos sont désormais pour les perdants ».

## Musiques
Musique de fond jouée pour toutes les dames
- Chanson : Girlfriend
- Chanteuse : Avril Lavrigne

Musique de fond jouée pour tous les messieurs
- Chanson :  Can you feel it
- Chanteur : Jean Roch

Musiques de fond quand les dames choisies arrivent au pouvoir
- Chanson : Gee
- Chanteur : Girls' Generation
- Chanson : Whenever，Wherever
- Chanteur : Shakira

Les deux autres filles dans la musique de fond des filles des garçons à tête chercheuse cardiaques
- Chanson ： 不爱，请闪开
- Chanteur：萧亚轩

Musique de fond quand les garçons font une dernière confession aux filles importantes à leur cœur
- Chanson： Try
- Chanteur ： Asher Book

Musiques quand les couples sont réussis
- Chanson ： 梁山伯与茱丽叶
- Chanteur：卓文萱曹格
- Chanson： What If
- Chanteur：Nina
- Chanson ： 避风港 (zh)
- Chanteur ：冯曦妤
- Chanson ： 小酒窝 (zh)
- Chanteur：林俊杰
- Chanson： Baby
- Chanteur ：Justin Bieber
- Chanson ： 最重要的决定
- Chanteur ： 范玮琪

Musique de fond quand toutes les filles sont en lumière
- Chanson ： O Fortuna
- Chanteur ：Carl Orff

Musique de fond des garçons vaincus
- Chanson ： 可惜不是你 (zh)
- Chanteur ： 梁静茹
- Chanson ： 老男孩
- Chanteur ： 筷子兄弟

Musique de fond quand les clips sont en train de jouer
- Chanson ： 对手 (zh)
- Chanteur ： 东城卫
- Chanson : summer
- Chanteur ： 久石让

Musique de fond quand tous les garçons sont en lumière
- Chanson ： 英雄之证 (zh)